# Holmevattnet (Lerdals socken, Dalsland)
Holmevattnet är en sjö i Dals-Eds kommun, Färgelanda kommun och Munkedals kommun i Dalsland och ingår i Örekilsälvens huvudavrinningsområde. Sjön har en area på 0,0979 kvadratkilometer och ligger 158,5 meter över havet.

## Delavrinningsområde
Holmevattnet ingår i det delavrinningsområde (651942-127298) som SMHI kallar för Inloppet i Sannesjön. Medelhöjden är 137 meter över havet och ytan är 49,9 kvadratkilometer. Det finns inga avrinningsområden uppströms utan avrinningsområdet är högsta punkten. Hajumsälven (Lerdalsälven) som avvattnar avrinningsområdet har biflödesordning 2, vilket innebär att vattnet flödar genom totalt 2 vattendrag innan det når havet efter 47 kilometer. Avrinningsområdet består mestadels av skog (61 procent), öppen mark (12 procent) och jordbruk (22 procent). Avrinningsområdet har 0,1 kvadratkilometer vattenytor vilket ger det en sjöprocent på 0,2 procent.